# Aquila nipaloides
Aquila nipaloides (орел тірренський) — вимерлий вид яструбоподібних птахів родини яструбових (Accipitridae). Вид був описаний у 2005 році за викопними рештками, знайденими на Корсиці і Сардинії. Його видова назва nipaloides вказує на близьку споріденість зі степовим орлом (Aquila nipalensis)